# Cunduacán
Cunduacán, o Natividad de Cunduacán, es una ciudad mexicana situada en el estado de Tabasco, cabecera del municipio homónimo. 
Se localiza a 26 km al poniente de la ciudad de Villahermosa, capital del estado, y forma parte de la llamada subregión de la Chontalpa.

## Toponimia
La palabra Cunduacán proviene de los vocablos mayas kun-ua-kan, que significa: “lugar de ollas, pan y culebras”, y era el nombre de la antigua población de origen nahuatl que existía en esa zona, y al momento de su fundación por parte de las autoridades coloniales de la provincia de Tabasco, se le bautizó con el nombre de villa de la Natividad de Cunduacán en honor a la virgen de la Natividad. Actualmente recibe el mote de "La Atenas de Tabasco" debido a la gran cantidad de hombres ilustres que han nacido ahí.

## Historia

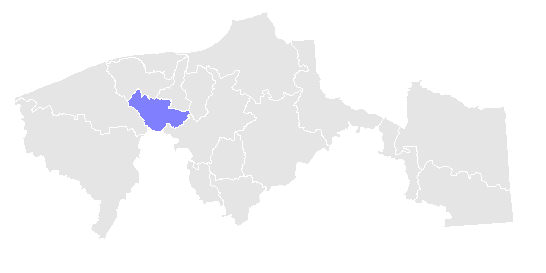
Municipio del Cunduacán (mostrado en azul).

Los primeros pobladores de que se tiene memoria que se asentaron en el territorio que hoy es el municipio de Cunduacán, fueron los Ahualulcos o Ayahualulcos, quienes vivían en la costa del municipio de Cárdenas y que debido al azote de los piratas, emigraron hacia el territorio de hoy municipio de Cunduacán, fundando y estableciéndose en poblaciones como Huimango, Cúlico, Anta, Cucultiupa y Cimatán, siendo este último el principal centro comercial de la región.
Al iniciar la conquista y pacificación de Tabasco, se inició también una férrea lucha con los indígenas de Cimatán quienes opusieron una tenaz resistencia a los conquistadores españoles, que necesitaron de 45 años de campañas militares para poder someter a los indígenas cimatecos, quienes fueron los últimos tabasqueños en rendirse a la corona española en 1564.
El primer asentamiento colonial que se conoce en la zona, es la villa de Santiago Cimatán, cuya fundación se ubica hacia el año de 1545, siendo este un intento de las autoridades de la provincia, para comenzar a poblar la zona. Sin embargo, a los pocos meses, los indígenas cimatecos se rebelaron, atacando y destruyendo la villa.
Años más tarde y ya cuando los cimatecos habían sido derrotados, un grupo de españoles se establecieron en una población indígena llamada Cunduacán, sin embargo, en 1625, se registró un hundimiento que destruyó la ciudad, con lo que los habitantes que sobrevivieron cambiaron la ubicación de la población a un predio entre las poblaciones indígenas de Cimatán y Cucultiupa, fundando el 8 de septiembre de 1625 la población con el nombre de villa de la Natividad de Cunduacán. En 1725 se inauguró la iglesia de La Natividad de María, la cual posteriormente fue sede del poder religioso del estado y del tribunal de la Santa Inquisición en Tabasco.
El 27 de octubre de 1826, el nuevo gobierno del estado de Tabasco le otorgó oficialmente la categoría de "villa", con el mismo nombre que la población ya tenía de Natividad de Cunduacán.
En el año de 1863 durante la guerra de intervención francesa en Tabasco, la villa de Cunduacán jugó un papel muy importante ya que en sus cercanías se desarrolló el 1 de noviembre de 1863, la Batalla de El Jahuactal entre las fuerzas liberales tabasqueñas comandadas por el coronel Gregorio Méndez Magaña contra las tropas intervencionistas francesas, alcanzando las fuerzas tabasqueñas una importante victoria que marcaría el inicio de la expulsión de los franceses del territorio tabasqueño.

## Infraestructura

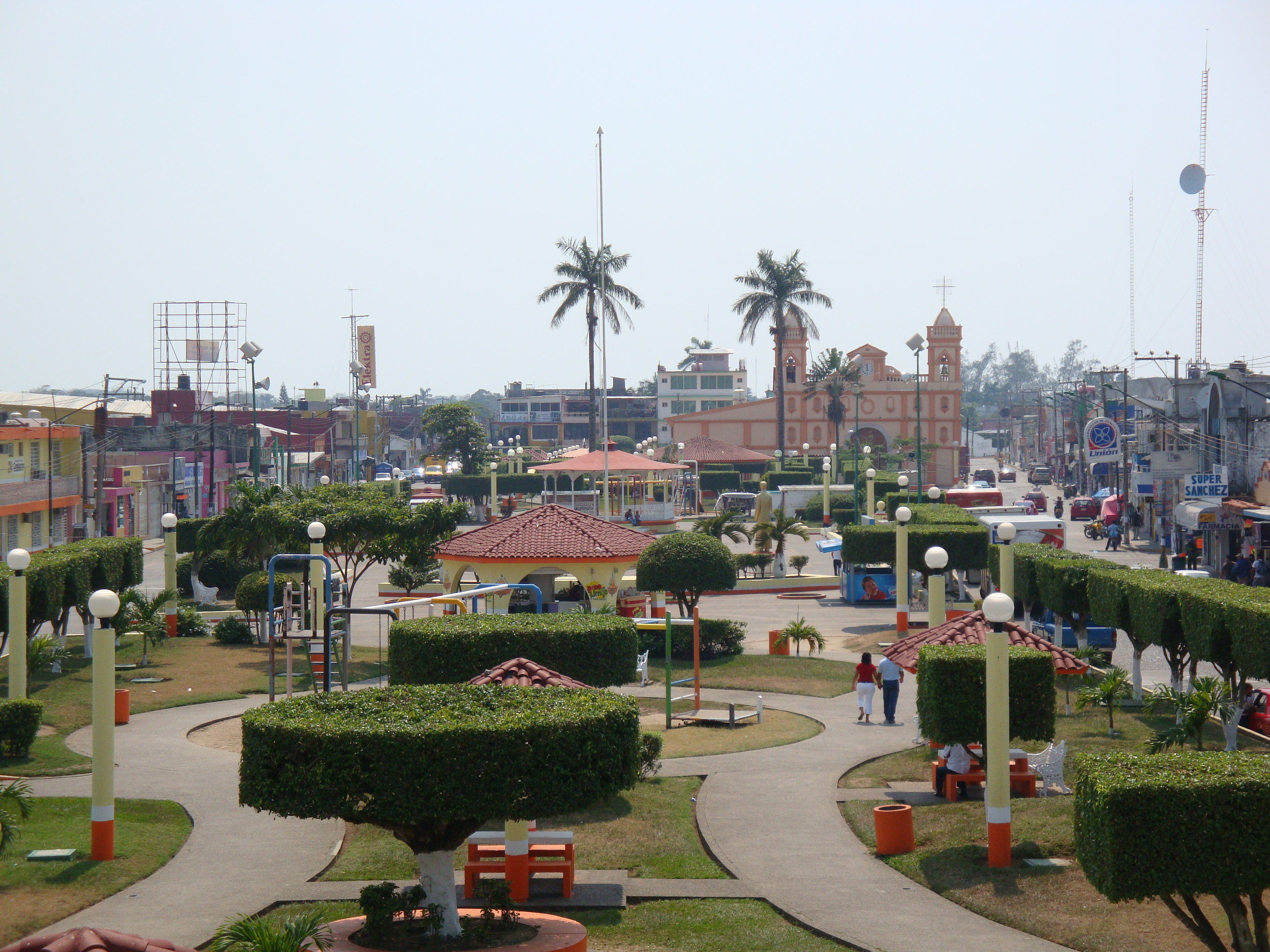
Parque principal "José Eduardo de Cárdenas", en la ciudad de Cunduacán.

### Servicios públicos
Los servicios públicos con que cuenta la ciudad de Cunduacán son: energía eléctrica, agua potable, alumbrado público, seguridad pública y tránsito, panteones, rastro público, mercados, calles pavimentadas, servicio de limpia, mantenimiento de drenaje, parques y jardines.
El ayuntamiento administra los servicios de parques y jardines, mercados, limpia, unidades deportivas y recreativas, panteones y rastro, así como seguridad pública.

### Medios de comunicación
La ciudad cuenta con una terminal de autobuses de segunda clase, 4 oficinas de correo, un telégrafo, telefonía particular, telefonía automática rural, radio telefonía y telefonía celular.

### Escudo
La figura central es una olla que contiene panes (tortillas) y serpientes. Sobre de ella están las cabezas de un español y un nativo que representan el mestizaje racial y cultural. Las manos opuestas en el doble círculo significan lo infinito de la amistad y la fraternidad de los hombres y debajo está la palabra náhuatl “ANAHUACALLI”, que significa “casa de sabios” o “casa de reyes”.

## Educación
La ciudad cuenta con servicios educativos de muy buena calidad para los niveles básico, con preescolar, primaria, secundaria, bachillerato y nivel superior, contando incluso con la "Unidad Chontalpa" de la Universidad Juárez Autónoma de Tabasco.

### Educación media superior
- Colegio de Bachilleres de Tabasco (COBATAB) Plantel 6
- Centro de Estudios Tecnológicos Industriales y de Servicios (Cetis n.° 40)

### Educación superior
- Universidad Juárez Autónoma de Tabasco (UJAT) "Campus Cunduacán"
- Universidad Popular Autónoma de Veracruz (UPAV) "Campus Cunduacán"

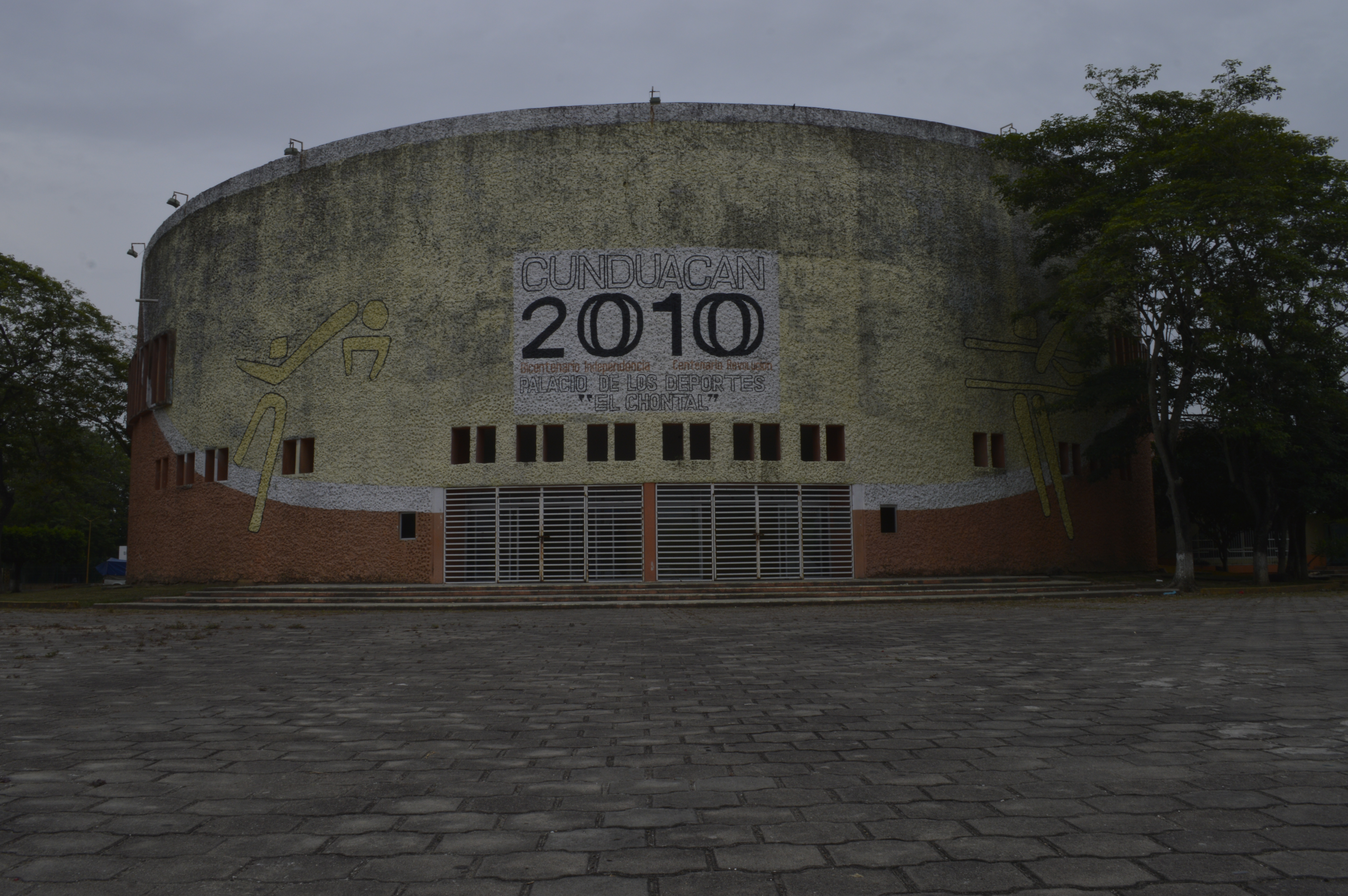
Palacio de los Deportes "El Chontal"

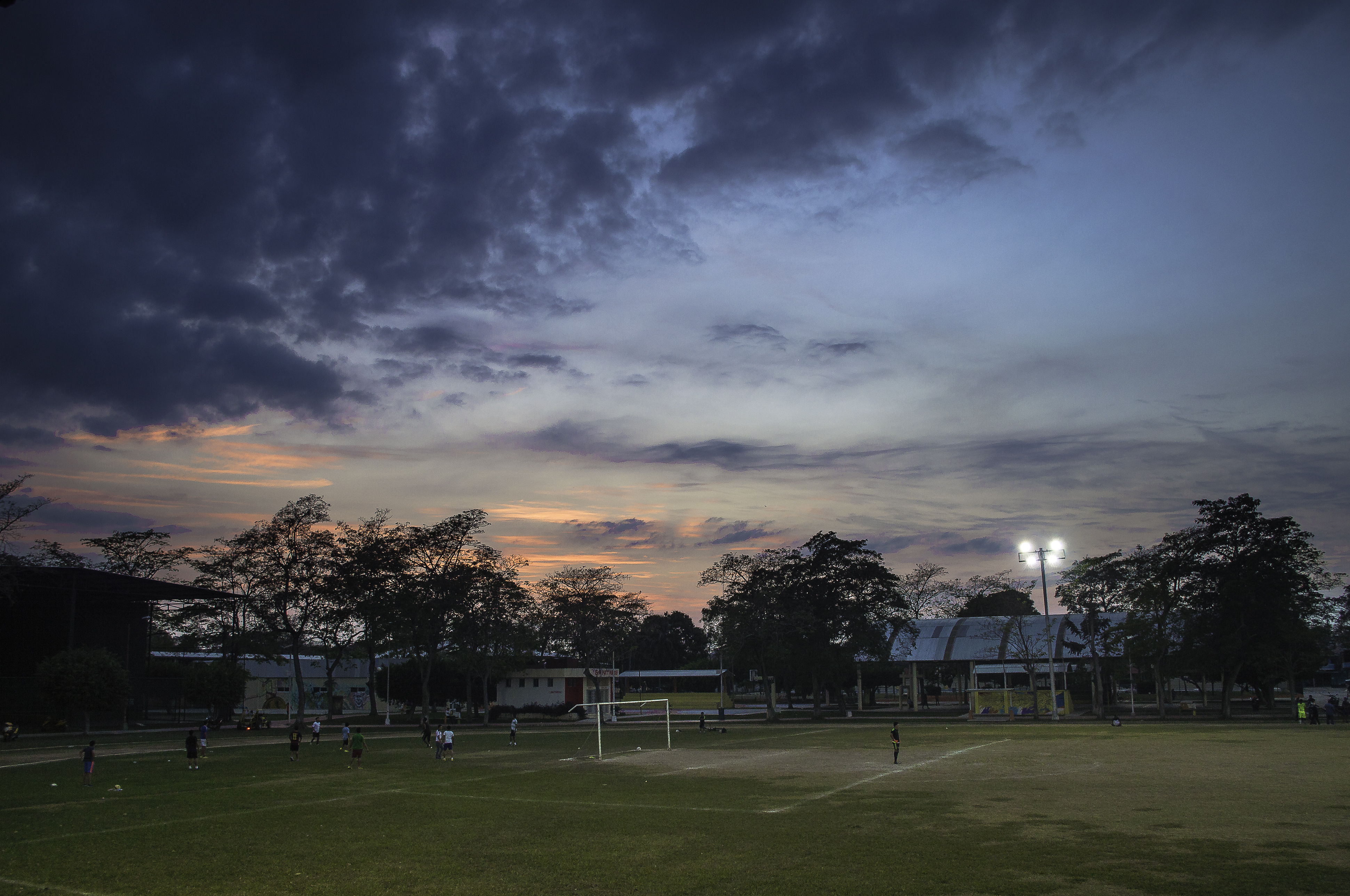
Centro Deportivo "Cunduacán 2000".
Ubicado en el Fraccionamiento San Antonio, Cunduacán, Tabasco.

### Deporte
La ciudad cuenta con una unidad deportiva donde pueden practicarse la mayoría de las disciplinas deportivas a nivel popular como fútbol, basquetbol, voleibol, frontón, un campo para la práctica de béisbol y softbol, alberca olímpica, y un Palacio de los Deportes; también existen canchas de usos múltiples en varias partes de la cabecera municipal.

## Vías de comunicación

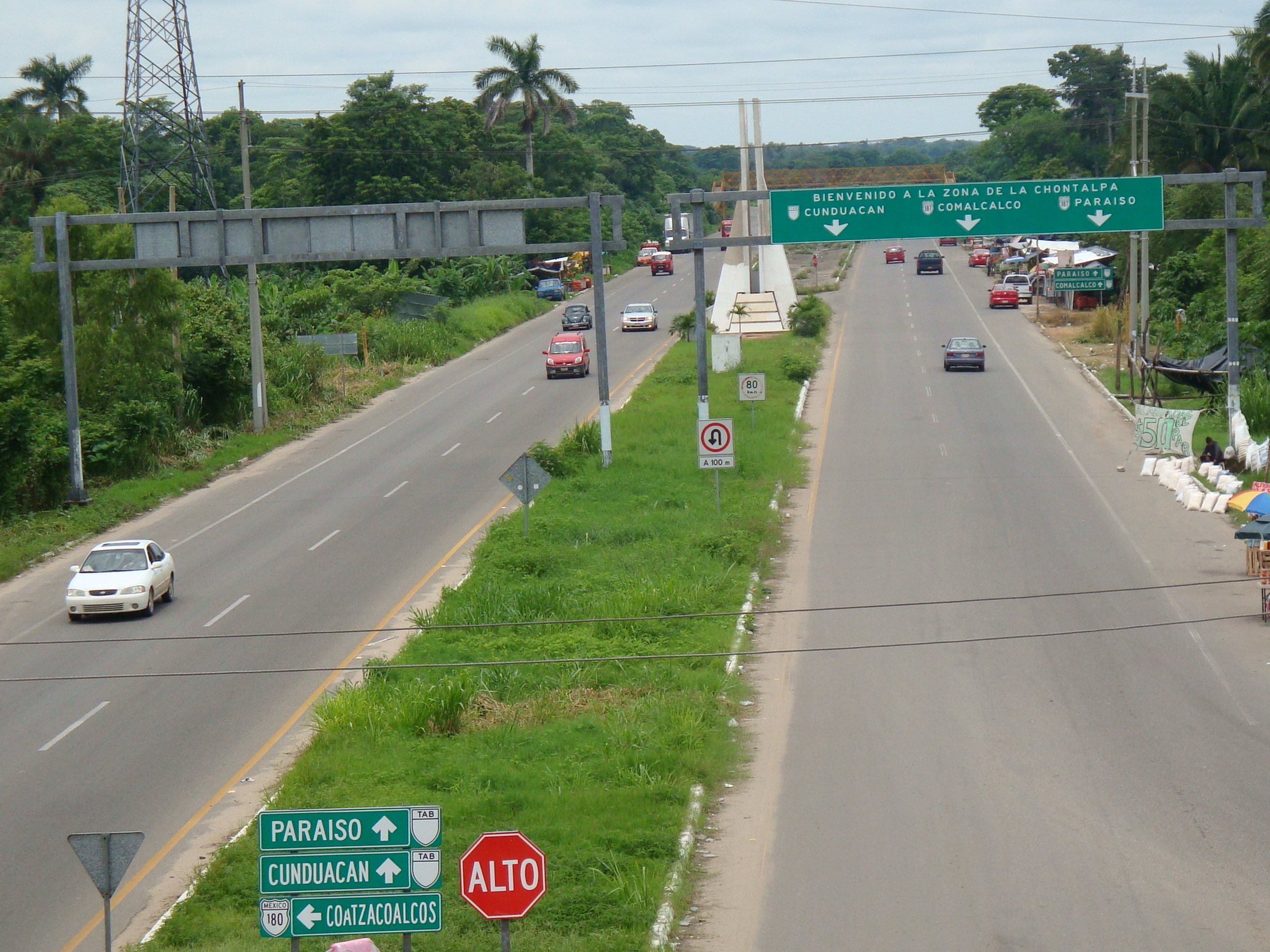
Autopista de cuatro carriles La Isla-Dos Bocas.

A Cunduacán se puede llegar por carretera. Las principales carreteras que comunican a la ciudad son: 
- Entronque carretero federal 180 (km. 14)-Cunduacán (autopista La Isla-Puerto Dos Bocas).

- Entronque carretero federal 180 (km. 40)-Cunduacán (vía Samaria).

- Carretera estatal Villahermosa – Nacajuca – Jalpa de Méndez–Cunduacán.

El municipio se encuentra comunicado por las carreteras estatales, siendo uno de los municipios con mayor número de carreteras alimentadoras, de hecho las carreteras intermunicipales, comunican a la ciudad de Cunduacán con diversas poblaciones importantes del municipio como: Poblado Carlos Rovirosa (Tulipán), Once de Febrero y Cucuyulapa.

## Economía

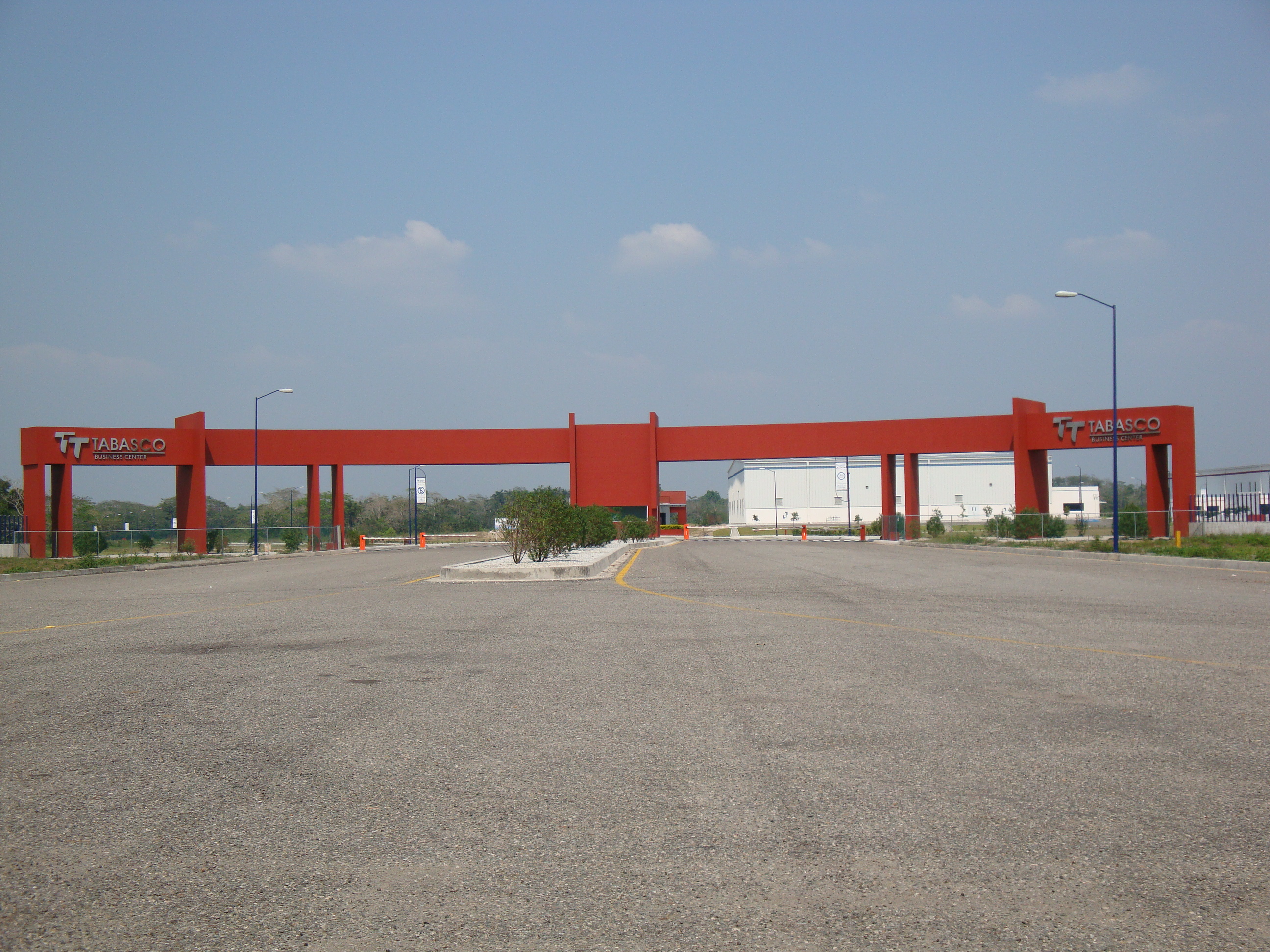
Parque Industrial Tabasco Business Center, ubicado en las cercanías de la ciudad de Cunduacán.

La ciudad ha registrado un mayor movimiento comercial y mejorado su economía con la moderna autopista de cuatro carriles: La Isla-Puerto Dos Bocas, la cual ha convertido a la ciudad de Cunduacán en un polo comercial importante dotándola de un moderno, rápido y seguro acceso quedando a solo 20 minutos de la capital del estado. 
Además, con la construcción del moderno Parque Industrial Tabasco Business Center, el cual será un importante centro industrial y de servicios de la región, enlazando la fuerte actividad petrolera de la zona, con el puerto petrolero de Dos Bocas en el municipio de Paraíso.
La ciudad cuenta con todos los servicios municipales como: Luz eléctrica, agua potable, drenaje y alcantarillado, seguridad pública, mercado público, parques, jardines, panteón municipal, servicio de telefonía fija, redes de telefonía celular, servicios de internet y televisión satelital y por cable, entre otros.
El Ayuntamiento municipal, presta los servicios de agua potable, drenaje y alcantarillado, seguridad pública, limpieza y mantenimiento de mercado público, parques, jardines y panteón municipal, limpieza de calles, recolección de basura, entre otros.

## Turismo

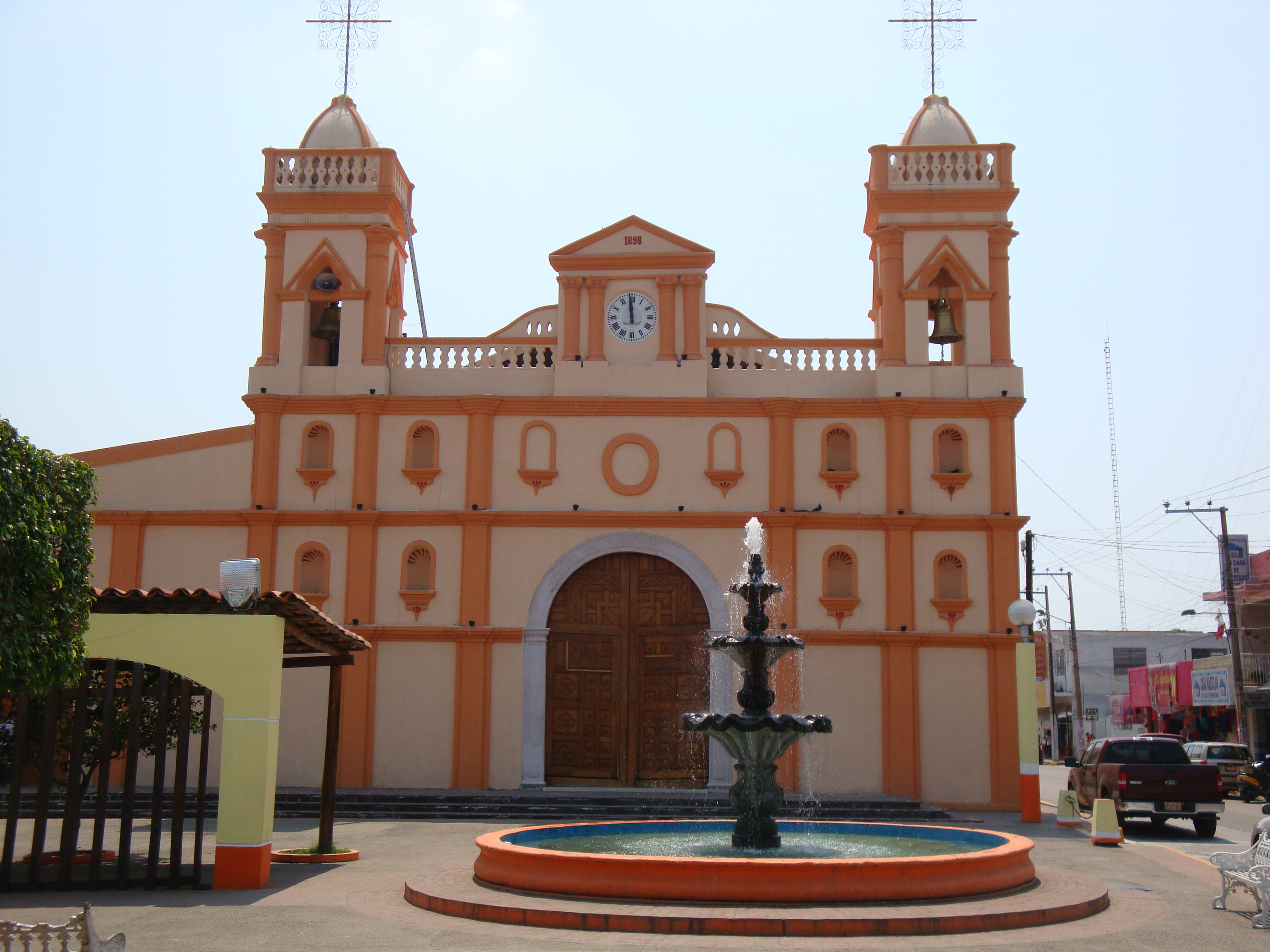
Iglesia de la Natividad de María, construida en 1725.

La ciudad de Cunduacán, cuenta con hermosos paseos, monumentos, parques y jardines. Una de las construcciones más importantes y representativas de la ciudad es la Iglesia de la Natividad de María, la cual está ubicada en el centro de la ciudad y es una construcción que data de 1725, y en cuyo piso se han encontrado restos óseos de personas que fueron enterradas en su interior. 
En las cercanías, se localiza la iglesia de Las Mirandillas, iglesia construida en 1724, ubicada en la antigua hacienda de la familia del presbítero José Eduardo de Cárdenas (hoy ranchería La piedra primera Sección).
Entre los principales monumentos se localiza el "Monumento a la Batalla de El Jahuactal", el cual es una Representación de la victoriosa batalla de los republicanos tabasqueños contra las fuerzas intervencionistas francotraidoras obtenida el 1 de noviembre de 1863.

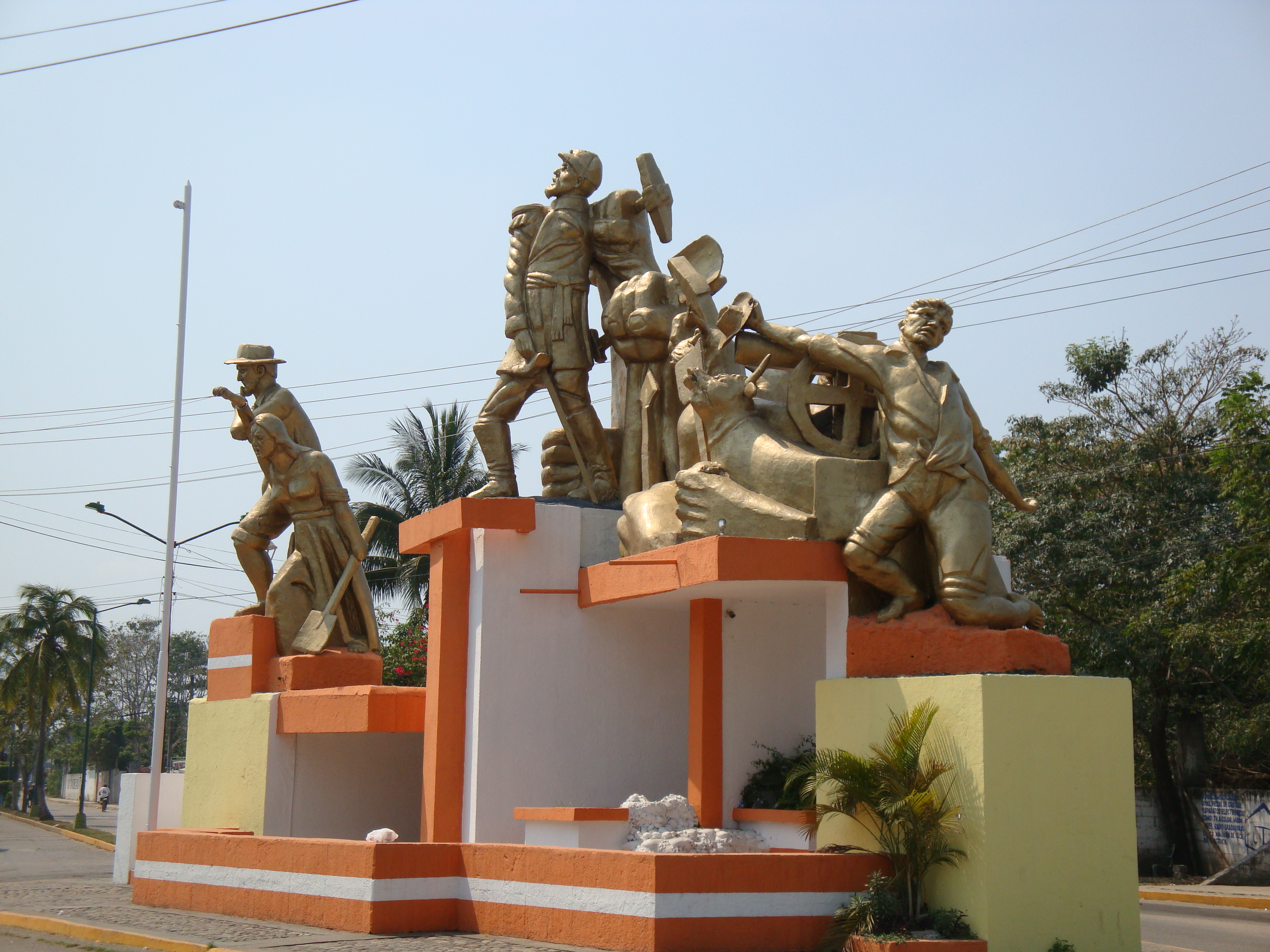
Monumento conmemorativo a la victoria obtenida por el ejército tabasqueño en la Batalla de El Jahuactal.

También se encuentra el "Monumento a Tabscoob", en memoria al cacique de Potonchán que tuvo el primer encuentro con los españoles, y de cuyo nombre se derivó el de la entidad. 
En la ciudad, se localizan el Mural conmemorativo a la Batalla de El Jahuactal, ubicado en la calle Pedro Méndez esquina 1º de noviembre. Así como otro mural llamado "Historia de Tabasco" ubicado en el Palacio Municipal. Ambos realizados por el pintor Marcelino Colorado Hernández.

### Atractivos cercanos

#### Hacienda La Chonita
La Hacienda La Chonita data del año 1800 es una reliquia cultural debido a su antigüedad, ya que fue habitada por uno de los Gobernadores del estado; Santiago Cruces Zentella, tiene una superficie de 30 hectáreas, y es considerada como visita obligada dentro de la ruta del Cacao.
Actualmente ofrece servicios de educación ambiental para niños y jóvenes de todas las edades, además se cuenta con sesiones de baño de Temazcal, masajes, barro corporal, alimentación, hospedaje, cayaquismo, pesca, renta de bicicletas, visitas guiadas por las plantaciones de cacao, conociendo la abundante flora y fauna del Estado (iguanas, víboras, tortugas, lagartos, aspoques, plantas como la ceiba, guayacán y cocoite).
En la actualidad La Chonita es un atractivo turístico ya que en ese lugar se puede admirar la extracción de jugo de caña, los criaderos de iguanas y lagartos. Pero sobre todo el cultivo del cacao y la fabricación del chocolate. De hecho el chocolate de esta hacienda fue catalogado como de los mejores del mundo.
Esta propiedad se encuentra localizada en este municipio, y se puede llegar por la carretera Cunduacán - La Trinidad, tomando la vía federal que conduce al vecino municipio de Comalcalco.

### Fiestas populares
- El día de la Pintadera. Se realiza el 20 de enero.
- Feria Municipal. Del 1° al 5 de mayo.
- Fundación de la ciudad. 8 de septiembre.[8]